# GOLDEN☆BEST いしだあゆみ
『GOLDEN☆BEST いしだあゆみ』（ゴールデン・ベスト いしだあゆみ）はいしだあゆみのベスト・アルバム。2008年8月20日発売。発売元はコロムビアミュージックエンタテインメント（現・日本コロムビア）。規格品番：COCP-35125（CD）。2017年7月26日にはUHQCDで再発売された。

## 解説
各レコード会社から発売されているゴールデン☆ベストシリーズの中の1枚で、1960年代後半から1970年代にかけての楽曲が収録された、いしだあゆみの廉価版ベスト・アルバム。
いしだあゆみの場合、本作品以前にシングル曲をメインに構成・収録された2枚組ベスト『いしだあゆみ・しんぐるこれくしょん』が2004年4月21日に発売されている。
2008年12月17日にはデジタル・ダウンロード・アルバム『いしだあゆみ ゴールデン☆ベスト 17Songs』（セブンティーン・ソングス）としてiTunes、およびレコチョクなどで、さらに2016年6月8日にはそのハイレゾダウンロード版（ファイルは96kHz/24bit・WAV版と96kHz/24bit・FLAC版が混在）としてe-onkyo music（オンキヨー→Xandrie Japan）などでそれぞれ配信された。
初出場した1969年大晦日の『第20回NHK紅白歌合戦』から、連続出場した1977年の『第28回NHK紅白歌合戦』まで全9回合計8曲（「ブルー・ライト・ヨコハマ」を2回歌っているため）がすべて収録されている。

## 収録曲
☆印が付与された曲はハイレゾ版を含むダウンロードアルバム『いしだあゆみ ゴールデン☆ベスト 17Songs』には未収録となる。
特記以外作詞：橋本淳、作曲・編曲：筒美京平
1. ブルー・ライト・ヨコハマ [3:04]
  - 第20回・第24回・第44回NHK紅白歌合戦 歌唱曲
2. 太陽は泣いている [2:26]
3. 涙の中を歩いてる [3:14]
4. 今日からあなたと [2:49]
5. 喧嘩のあとでくちづけを [2:39]
作詞：なかにし礼、作曲：中村泰士、編曲：森岡賢一郎
6. あなたならどうする [3:00]
作詞：なかにし礼
  - 第21回NHK紅白歌合戦 歌唱曲
7. 昨日のおんな [3:01]
作詞：なかにし礼、作曲：井上忠夫、編曲：森岡賢一郎
8. 何があなたをそうさせた [3:20]
作詞:なかにし礼
9. 止めないで [2:36]
作詞：なかにし礼、作曲：井上忠夫、編曲：森岡賢一郎
10. 砂漠のような東京で [2:45]
作曲：中村泰士、編曲：森岡賢一郎
  - 第22回NHK紅白歌合戦 歌唱曲
11. おもいでの長崎 [3:02]
12. さすらいの天使 [2:34]
13. まるで飛べない小鳥のように [3:19]
作曲：中村泰士、編曲：高田弘
14. 生まれかわれるものならば [2:53]
編曲：高田弘
  - 第23回NHK紅白歌合戦 歌唱曲
15. 渚にて [3:07]
作詞：阿久悠、作曲：中村泰士、編曲：森岡賢一郎
  - 第26回NHK紅白歌合戦 歌唱曲
16. 愛の氷河 [3:45]
作詞：阿久悠、作曲：井上忠夫、編曲：高田弘
17. 幸せだったわありがとう ☆ [3:11]
作詞：なかにし礼、作曲：加瀬邦彦、編曲：高田弘
18. 恋は初恋☆ [3:21]
作詞：なかにし礼、作曲：加瀬邦彦、編曲：森岡賢一郎
19. 美しい別れ☆ [3:30]
作詞：なかにし礼、作曲：加瀬邦彦、編曲：森岡賢一郎
  - 第25回NHK紅白歌合戦 歌唱曲
20. 時には一人で☆ [2:57]
作詞：喜多條忠、編曲：森岡賢一郎
  - 第27回NHK紅白歌合戦 歌唱曲
21. 港・坂道・異人館☆ [3:18]
作詞：喜多條忠、作曲：大野克夫、編曲：馬飼野康二
  - 第28回NHK紅白歌合戦 歌唱曲
22. MILD NIGHT （マイルド・ナイト）☆ [3:34]
作詞：仲畑貴志、作曲：宇崎竜童、編曲：小野寺忠和
23. 夢でいいから [3:09]
作詞：林春生
24. センチメンタル・ジャーニー☆ [3:11]
作詞：バッド・グリーン、作曲：レス・ブラウン&ベン・ホーマー、編曲：森岡賢一郎
  - ドリス・デイのカバー

## 主なカバー
- ブルー・ライト・ヨコハマ
  - 麻丘めぐみ：『ベスト・コレクション'75』（1974年11月21日発売、SJV-754/5）に収録。
  - 朝丘雪路：『GOLDEN☆BEST 朝丘雪路 筒美京平を歌う』（2003年7月21日発売、MHCL-182）に収録。
  - 浅野ゆう子：「セクシー・バスストップ／ブルー・ライト・ヨコハマ」（1976年4月25日発売、RVS-1006）に収録。
  - 上原多香子：「ブルー・ライト・ヨコハマ」（2004年2月25日発売、AVCD-16047）に収録。
  - サザンオールスターズ：「BOHBO No.5/神の島遥か国」（2005年7月20日発売、VICL-36050）に収録。
  - 園まり：『恋のささやき』（1969年発売、SMR-3048）に収録。
  - 柴咲コウ：『the popular music〜筒美京平 トリビュート』（2007年7月11日発売、UPCH-20031）に収録。
  - ちあきなおみ：『ムード歌謡全曲集』（2004年8月25日発売、COCA-72130）に収録。
  - 平山三紀：『GOLDEN☆BEST 平山三紀 筒美京平を歌う アンド・モア』（2003年7月21日発売、MHCL-307/8）に収録。
  - 西田佐知子：『DOBLE DELUXE ALBUM』（1970年1月発売、MR-9074/5）に収録。
  - Mi-Ke：『懐かしのブルーライト ヨコハマ ヨコスカ』（1991年12月16日発売、BVCR-2309）に収録。
- 太陽は泣いている
  - 桑田佳祐：『昭和八十三年度!ひとり紅白歌合戦』（2009年3月25日発売、VIBL-700/1）に収録。
  - 原由子：『東京タムレ』（2002年3月23日発売、VICL-60846）に収録。
- 涙の中を歩いてる
  - 麻丘めぐみ：『グランド・デラックス』（1974年6月5日発売、GX-3）に収録。
- あなたならどうする
  - 麻丘めぐみ：『グランド・デラックス』（1974年6月5日発売、GX-3）に収録。
  - ちあきなおみ：『ムード歌謡全曲集』（2004年8月25日発売、COCA-72130）に収録。
  - 南沙織：『20才』（1974年12月10日、SOLL-112）に収録。
- さすらいの天使
  - 麻丘めぐみ：『グランド・デラックス』（1974年6月5日発売、GX-3）に収録。
  - 平山三紀：『希望の旅』（1972/4/25、JDX-74）に収録。
- 夢でいいから
  - 麻丘めぐみ：『グランド・デラックス』（1974年6月5日発売、GX-3）に収録。
  - 南沙織：『早春のハーモニー』（1972年12月21日発売、SOLL-26）に収録。